# Volvarina insulana
Volvarina insulana é uma espécie de gastrópode  da família Marginellidae.
É endémica de São Tomé e Príncipe.